# Tuvalu ai Giochi della XXXI Olimpiade

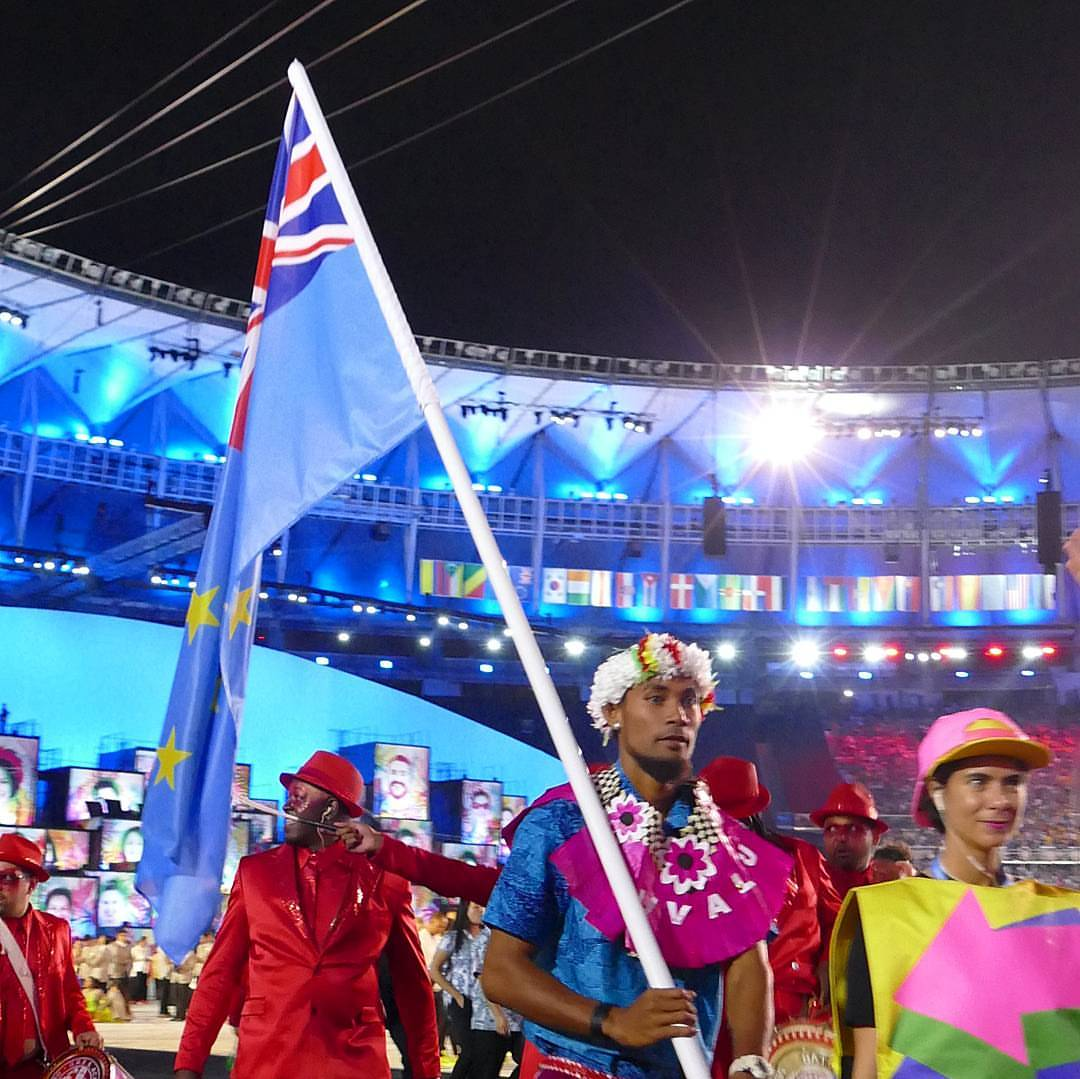
Etimoni Timuani, unico rappresentante tuvaluano, durante la cerimonia di apertura.

Tuvalu ha partecipato ai Giochi della XXXI Olimpiade di Rio de Janeiro, svoltisi dal 5 al 21 agosto 2016, con una delegazione di un solo atleta, il centometrista Etimoni Timuani. Si è trattato della terza partecipazione di questo paese ai Giochi.

## Atletica leggera
| Atleta          | Gara  | Batterie | Batterie | Quarti          | Quarti          | Semifinali      | Semifinali      | Finale          | Finale          |
| Atleta          | Gara  | Tempo    | Pos.     | Tempo           | Pos.            | Tempo           | Pos.            | Tempo           | Pos.            |
| --------------- | ----- | -------- | -------- | --------------- | --------------- | --------------- | --------------- | --------------- | --------------- |
| Etimoni Timuani | 100 m | 11.81    | 7        | Non qualificato | Non qualificato | Non qualificato | Non qualificato | Non qualificato | Non qualificato |